# Forough Alaei
Forough Alaei est une photojournaliste iranienne née en 1989 en Iran.
Elle est connue pour son travail sur les Iraniennes et le football, récompensé par le prix World Press Photo et le prix Pictures of the Year International (POYi) en 2019,.
Elle réside à Téhéran.

## Biographie
Forough Alaei est née en 1989 en Iran où elle étudie le droit. Elle se passionne également pour la peinture.
Elle commence la photographie en 2015 et devient photojournaliste pour le journal Donya-e-Eghtesad, le quotidien économique le plus célèbre d’Iran.
Forough Alaei s’intéresse aux inégalités, en particulier celles qui visent les femmes dans son pays, notamment autour du football.
Le 10 novembre 2018, elle photographie les premières femmes autorisées à assister à un match international à l'Azadi Stadium de Téhéran lors de la finale de la Ligue des champions de l'AFC entre le Persepolis football club de Teheran et les Japonais du Antlers de Kashima. Les supportrices sélectionnées sont installées dans une section indépendante du stade et encadrées par d’autres femmes.
Forough Alaei suit également les femmes, fans de football contraintes de se travestir en hommes pour assister aux matchs. Impressionnée par les convictions et la passion de l'une d'elles, Zeinab, elle l’accompagne pendant deux mois, en dehors et dans le stade où elle doit elle aussi se déguiser. 
Sa vidéo Let Me In, emporte le premier prix du Pictures of the Year International (POYi) du Donald W. Reynolds Journalism Institute. 
Sa série Crying for Freedom est récompensée par plusieurs prix dont celui du reportage sportif du World Press Photo,. Aux Istanbul Photo Awards, elle déclare « qu’[elle] n'avait pas pensé à prendre un tel risque au début, mais qu’après avoir vu leurs efforts, [elle] avait senti qu’elle devait promouvoir la voix [de ces femmes] ».  
En juillet 2019, elle intègre pour deux ans le programme de mentorat de l’agence VII, visant à « offrir un perfectionnement professionnel aux photographes que les membres considèrent comme de nouveaux talents émergents ». Elle est accompagnée par le photographe américain Ed Kashi. 
Le 12 août 2019, elle est arrêtée avec cinq autres femmes dont la poète Zahra Khoshnavaz à l’entrée du stade Azadi par des gardiens de la révolution islamique (les pasdaran). Détenues dans la prison de Gharchak, un centre de détention réservé aux femmes à Varamin, au sud-est de la capitale, elles sont libérées le 17 août après avoir payé une caution,.  

## Distinctions
- Pictures of the Year International 2019, catégorie vie quotidienne multimedia – Donald W. Reynolds Journalism Institute[2]
- Istanbul Photo Awards 2019, catégorie reportage sportif[6]
- World Press Photo 2019, catégorie reportage sportif[1]

## Expositions majeures
- 2019 : World Press Photo